# The Last Waltz (sång)
The Last Waltz är en popballad, komponerad av Barry Mason och Les Reed. Den spelades in av sångaren Engelbert Humperdinck 1967, och kom att bli hans största hit efter "Release Me" som utgivits tidigare samma år. Liksom den låten toppade även The Last Waltz brittiska singellistan. Låttexten refererar till en kärleksrelation som inleddes med den sista valsen på en fest, och som även avslutas med en sista vals.
Den spelades in på svenska samma år med Svante Thuresson under titeln "Den sista valsen". Den svenska texten skrevs av Bo-Göran Edling. Thuressons insjunging nådde plats 9 på Kvällstoppen i november 1967. Den spelades även in på franska under titeln "La Dernière Valse" av Petula Clark och Mireille Mathieu.

## Listplaceringar
| Lista (1967)   | Position         |
| -------------- | ---------------- |
| Australien     | 1 (Go Set)       |
| Danmark        | 11 (DR "Top 20") |
| Finland        | 6                |
| Flandern       | 1                |
| Irland         | 1                |
| Kanada         | 33               |
| Nederländerna  | 9                |
| Norge          | 3                |
| Nya Zeeland    | 1 (NZ Listner)   |
| Schweiz        | 9                |
| Storbritannien | 1                |
| USA            | 25               |
| Vallonien      | 7                |
| Västtyskland   | 14               |
| Österrike      | 3                |